# Kleemu
Koordinaten: 58° 48′ N, 22° 42′ O
Kleemu ist ein Dorf (estnisch küla) in der Landgemeinde Hiiumaa (bis 2017: Landgemeinde Käina). Es liegt auf der zweitgrößten estnischen Insel Hiiumaa (deutsch Dagö).
Kleemu hat elf Einwohner (Stand 31. Dezember 2011).